# Jana Schlossarková
Jana Schlossarková (* 22. června 1941, Hlučín) je česká regionální lidová básnířka a spisovatelka

## Život
Od narození žije a bydlí v Hlučíně. Svého otce nikdy nepoznala, neboť padl v bojích druhé světové války. Vyrůstala tak pouze s matkou, svojí sestrou a tetou (Marií Hrbáčovou, sestrou otce). Po základní škole pokračovala v Opavě na Střední zdravotnické škole. Následně se stala dětskou sestrou v obci Ludgeřovice.
Věnuje se také literární tvorbě, k níž získala vlohy po svém otci a od jeho sestry Marie Hrbáčové. Schlossarková zaznamenávala příběhy, které si pamatovala jak ze svých dětských let, nebo z dospělosti, například od pacientů ze svého zaměstnání v lékařské ordinaci. Po sametové revoluci začala svými povídkami přispívat do místního periodika Hlučínsko. Posléze začala svou tvorbu vydával i knižně. První z nich byla publikace „Co na Prajzke se stalo a co povědalo“ vydaná roku 1998 obsahující 36 básní, jež výtvarně doplnila hlučínská umělkyně Iva Karasová-Třísková. Dílo se setkalo se zájmem čtenářů a Schlossarková proto připravila její pokračování, které vydala roku 1999 pod názvem „Co se stalo, u peřa povědalo“, opět s ilustracemi Karasové-Třískové.
Vedle literární činnosti hraje Schlossarková na varhany v hlučínském kostele. A připravuje kurzy pečení. Na nich se připravují například hlučínské koláče, jež jsou charakteristické použitím tučného těsta a zdobením, na které se nepoužívá drobenka, nýbrž specifické kopečky.
Během roku 2009 připravila několik článků pro Opavský Deník. Vedle toho je také zvána na besedy se čtenáři.
V roce 2006 připravil o Schlossarkové Český rozhlas pořad ze série Apetýt. O pět let později (2011) o ní natočila Česká televize díl nazvaný Na Prajzské se povědalo… z cyklu Na hranici tradic.

## Dílo
výběr
- Co se na Prajzske stalo a co povědalo…(1998)
- Co se stalo, u peřa povědalo (1999)
- Kuchařka z Hlučínska (2005)
- Na lelka se něsmi piskač: po našemu i po česky (2007)
- Po hrbolatym chodniku (2008)
- Vyznání
- Co se stalo, u kafeja povědalo
- Na každého raz dojde
- Jak jsem kupila, tak předavam
- Smích a plač v jednym měchu
- Už by teho bylo dosč
- Kaj mě nechcu, tam neidu
- Toulky nejen Hlučínskem
- Kuchařka z Opavska